# スタミナパン
スタミナパンは、日本のお笑いコンビ。SMA NEET Project（ソニー・ミュージックアーティスツ）所属。第1回ダブルインパクトファイナリスト。

## メンバー
麻婆（マーボー、1989年7月20日 - ）（36歳）
ボケ担当。
本名：前川 真風（まえかわ まさかぜ）。鹿児島県奄美大島出身、神奈川県藤沢市辻堂育ち。神奈川県立藤沢西高等学校卒業。身長169 cm、体重115 kg。血液型はO型。
趣味はアイドル、株取引、麻雀、人狼。特技はカラオケ、料理。
ワタナベコメディスクール13期出身。過去には、コンビ「だだちゃらす」としてフリーで活動していた。

トシダ タカヒデ（1989年6月7日 - ）（36歳）
ツッコミ担当。
千葉県習志野市出身、千葉県立実籾高等学校・千葉工業大学卒業。
本名：土信田 貴英（読み同じ）。身長178 cm、体重58 kg、血液型はO型。姉が1人いる。
趣味はパチンコ、競馬、映画鑑賞。特技は肩からイルカの声が出せることで、『ナニコレ珍百景』で披露し珍百景に登録された。
かつてはコンビ「ロブソン」で学生芸人として活動し、「学生才能発掘バラエティ 学生HEROES!」などに出演。「全日本お笑い選手権 お笑い全日本カップ2012 学生芸人日本一決定戦」で優勝を果たした。学生芸人時代の同期には川北茂澄（真空ジェシカ）や森本晋太郎（トンツカタン）がいる。

## 来歴
それぞれフリーで活動していた2013年、『おはスタ』の「寝ている女の子を起こして笑わせる」という企画のオーディションで出会い、共にコンビ解散の時期が重なったため2014年に結成。2人とも以前のコンビではボケ担当であったが、結成にあたってトシダがツッコミに転向した。2017年にSMA HEET Projectへ所属。当時のSMAは「芸人の墓場」というイメージがまだ濃かったため、20代で所属した2人は異例であり周囲の先輩には止められたという。
2020年、第41回ABCお笑いグランプリ最終予選進出。
2021年、9月から10月まで配信された「BIGLOBE presents -エンタメフリー劇場- なんてネタだ!グランプリ」において優勝。
元々はコントを専門としており、M-1グランプリにもエントリーしていたが2020年大会まで顔を塗装するなど奇抜な格好で出場していた。これは「3回戦まで進出してGyaO!の配信動画に載れば話題になるかも」という考えのもとだったが、すべて1 - 2回戦で敗退していた。しかしM-1グランプリ2023ではノーシードから勝ち進み、準決勝まで進出。敗者復活戦で披露したネタ「YouTuber」は第四試合でトム・ブラウンに敗れるも話題を集めた。以降は漫才ネタも精力的に製作している。翌年のM-1グランプリ2024も準決勝まで進出し、敗者復活戦で披露した「キャバクラ」のネタも話題を呼んだ。
2024年、事務所の若手ナンバーワンを決める大会「第18回SMAホープ大賞」で優勝。

## 芸風
漫才とコントの両方を演じる。ネタ作りの際は麻婆が設定を発案し、2人で話し合いながら完成させる。漫才は、主にコント漫才を行う。麻婆の飄々としたつかみどころのないボケにトシダがキレ気味に鋭くツッコむスタイル。麻婆が何らかの役に入りトシダの話を全く聞かずに喋り続けるというネタが多い。
ショートコントも得意とし、「30-1グランプリ」では4回連続で本戦まで進出した。

## 賞レース成績

### M-1グランプリ
| 年度（回）       | 結果       | No.  | 会場                       | 備考                            |
| ---------------- | ---------- | ---- | -------------------------- | ------------------------------- |
| 2015年（第11回） | 2回戦進出  | 2965 | 雷5656会館ときわホール     |                                 |
| 2016年（第12回） | 1回戦敗退  | 1864 | 新宿シアターモリエール     |                                 |
| 2017年（第13回） | 1回戦敗退  | 2001 | 新宿シアターブラッツ       |                                 |
| 2018年（第14回） | 2回戦進出  | 2708 | 雷5656会館ときわホール     |                                 |
| 2019年（第15回） | 1回戦敗退  | 2433 | シダックスカルチャーホール |                                 |
| 2020年（第16回） | 1回戦敗退  | 2697 | シダックスカルチャーホール |                                 |
| 2021年（第17回） | 2回戦進出  | 3385 | 雷5656会館ときわホール     |                                 |
| 2022年（第18回） | 2回戦進出  | 4533 | 雷5656会館ときわホール     |                                 |
| 2023年（第19回） | 準決勝進出 | 6148 | NEW PIER HALL              | サバイバルラウンドBブロック出場 |
| 2024年（第20回） | 準決勝進出 | 6553 | NEW PIER HALL              | サバイバルラウンドCブロック出場 |

### キングオブコント
| 年度（回）       | 結果         |
| ---------------- | ------------ |
| 2015年（第8回）  | 1回戦敗退    |
| 2016年（第9回）  | 1回戦敗退    |
| 2017年（第10回） | 2回戦進出    |
| 2018年（第11回） | 2回戦進出    |
| 2019年（第12回） | 2回戦進出    |
| 2020年（第13回） | 2回戦進出    |
| 2021年（第14回） | 準々決勝進出 |
| 2022年（第15回） | 準々決勝進出 |
| 2023年（第16回） | 準々決勝進出 |
| 2024年（第17回） | 準々決勝進出 |
| 2025年（第18回） | 不出場       |

### その他
- 2020年 - 第41回ABCお笑いグランプリ最終予選進出
- R-1グランプリ2021　準々決勝進出(トシダ)[32]
- 2021年 - BIGLOBE presents -エンタメフリー劇場- なんてネタだ!グランプリ優勝
- 2023年 - 第17回SMAホープ大賞 準優勝
- 水曜日のダウンタウン・30-1グランプリ 本戦1stステージ敗退(第1回 - 第4回)[33][34][35]
- 2024年 - 第5回ツギクル芸人グランプリ 決勝進出[36]
- 2024年 -  NHK新人お笑い大賞 決勝進出
- 2024年 -  第18回SMAホープ大賞 優勝
- 2025年 - 第6回 ツギクル芸人グランプリ 準優勝[37]
- 2025年 - ダブルインパクト 決勝7位[38]

## 出演

### テレビ
- 森田一義アワー 笑っていいとも!（フジテレビ）- トシダのみ[39]
- おはスタ（テレビ東京）- トシダのみ[39]
- 東京オーディション(仮)（TOKYO MX）[39]
- 似すぎてジワる（TBSテレビ）- 麻婆のみ[39]
- スッキリ（日本テレビ）[39]
- ナニコレ珍百景（テレビ朝日、2021年3月14日）- トシダのみ[6][7]
- 水曜日のダウンタウン「30-1グランプリ」（TBSテレビ、2021年3月24日・2022年4月12日・2023年4月12日・2024年4月17日）
- 防犯カメラが捉えた!衝撃コント映像　2022冬（ABCテレビ、2022年1月30日[40]）
- ネタパレ（フジテレビ 2022年10月1日、2023年6月30日・12月31日）
- モクバラナイト お笑いエスポワール号（TBS、2023年6月19日・26日[41]）
- ぽかぽか（フジテレビ 2023年1月17日、2月7日・11日、4月11日・28日、5月23日、7月4日、12月25日・26日[42]）
- M-1グランプリ2023 敗者復活戦（テレビ朝日）- 2023年12月24日
- 有吉の壁「第4回若手予選会」（日本テレビ、2024年6月15日）
- M-1グランプリ2024 敗者復活戦（テレビ朝日、2024年12月22日）
- 白黒アンジャッシュ（千葉テレビ、2025年7月8日・15日）

### ネット
- フレンドリーバイきんぐ（AbemaTV）[3]

### ラジオ
- 東京スカイラジオ（レインボータウンFM）
- God Bless Saturday（FM横浜）
- オールナイトニッポン0(ZERO)～決戦!お笑い有楽城～（ニッポン放送）[43]
- マイナビ Laughter Night（TBSラジオ）[44]
- 芸人お試しラジオ「デドコロ」（2024年12月 - 2025年1月、火曜会）